# Fred Yehi
Fred Yehi (nacido el 6 de noviembre de 1993) es un luchador profesional estadounidense quien trabaja en el circuito independiente. Yehi es muy conocido por su trabajo en Full Impact Pro, Major League Wrestling y Evolve.
Yehi ha sido una vez campeón mundial al ser Campeón Mundial Peso Pesado de la FIP.

## Carrera

### Evolve y Full Impact Pro (2015-presente)
Yehi hizo su debut en Evolve en Evolve 51 perdiendo ante Lio Rush. Yehi regresó a Evolve a principios de 2016 en el Style Battle 2016 Tournament Round Robin Challenge perdiendo ante Tracy Williams y Matt Riddle. En Evolve 55 perdió ante Anthony Nese en un Fatal 4-Way Match. En Evolve 56, Yehi se unió a Catch Point después de una derrota ante Drew Gulak. En Evolve 61, Yehi perdió un combate de clasificación de Cruiserweight Classic de la WWE ante T.J. Perkins. Yehi derrotó a Anthony Nese en Evolve 62 después de aplicar un embrague Koji después de que Nese intentó un Splash 450, esta fue la primera victoria de Yehi en Evolve.
En Evolve 65, Catch Point derrota a Jonathan Gresham, Darby Allin y Chris Dickinson. En Evolve 73, Yehi y Tracy Williams se convirtieron en los Campeones en Parejas de Evolve por primera vez después de derrotar a Chris Hero (reemplazo de Drew Galloway) y DUSTIN, Tony Nese y Drew Gulak, y The Gatekeepers. Catch Point defendió con éxito los títulos de Evolve en Evolve 74, derrotando a Peter Kaasa y Ricochet.
Yehi debutó para Full Impact Pro en Everything Burns en 2016 haciendo equipo con Gary Jay y derrotando a Aaron Solow y Jason Cade. Yehi derrotó a Caleb Konley en Accelerate 2016 para ganar el Campeonato Mundial Peso Pesado de la FIP por primera vez en su carrera. Yehi retuvo con éxito su campeonato al derrotar a Aaron Solow en Declaration Of Independence en julio de 2016. El 10 de diciembre de 2017, Yehi perdió el título máximo contra Austin Theory en Evolve 97.

### Circuito independiente (2018-presente)
En 2018, Yehi debutó con Major League Wrestling (MLW), una empresa propiedad del exmiembro del equipo creativo de la WWE Court Bauer, que tiene un programa televisado semanal MLW Fusion en BeIN Sports Network.
En 2018, Yehi derrotó a Simon Grimm en su debut en Black Label Pro.
En 2018, Yehi debutó en la empresa del Reino Unido, Revolution Pro Wrestling (RevPro) derrotando a Josh Bodom. En su segunda lucha, derrotó a Chris Brookes.

## Campeonatos y logros
- Anarchy Wrestling
  - Anarchy Tag Team Championship (1 vez) – con Slim J

- Evolve
  - Evolve Tag Team Championship (1 vez) – con Tracy Williams

- Full Impact Pro
  - FIP World Heavyweight Championship (1 vez)

- Peachstate Wrestling Alliance
  - PWA No Limits Championship (1 vez)

- Southern Fried Championship Wrestling
  - AIWF America’s Heavyweight Championship (1 vez)

- Pro Wrestling Illustrated
  - Situado en el Nº415 en los PWI 500 de 2016[14]
  - Situado en el Nº122 en los PWI 500 de 2017[15]
  - Situado en el Nº259 en los PWI 500 de 2018[16]